# Antocha (Antocha) platystylis
Antocha (Antocha) platystylis is een tweevleugelige uit de familie steltmuggen (Limoniidae). De soort komt voor in het Oriëntaals gebied.